# 劉咸 (明朝)
劉咸（1388年—？），字士皆，江西吉安府泰和縣千秋鄉四十一都人，明朝政治人物。進士出身。

## 生平
江西鄉試三十六名。永樂十年（1412年）壬辰科會試九十八名，殿試登進士第二甲第四名。

## 家族
曾祖劉慶源。祖父劉存善。父亲劉仲良。